# Jorge Córdoba
Jorge Cristian Córdoba (Santa Fe, 12 dicembre 1987) è un calciatore argentino, attaccante svincolato.